# Ulrich von Etzdorf

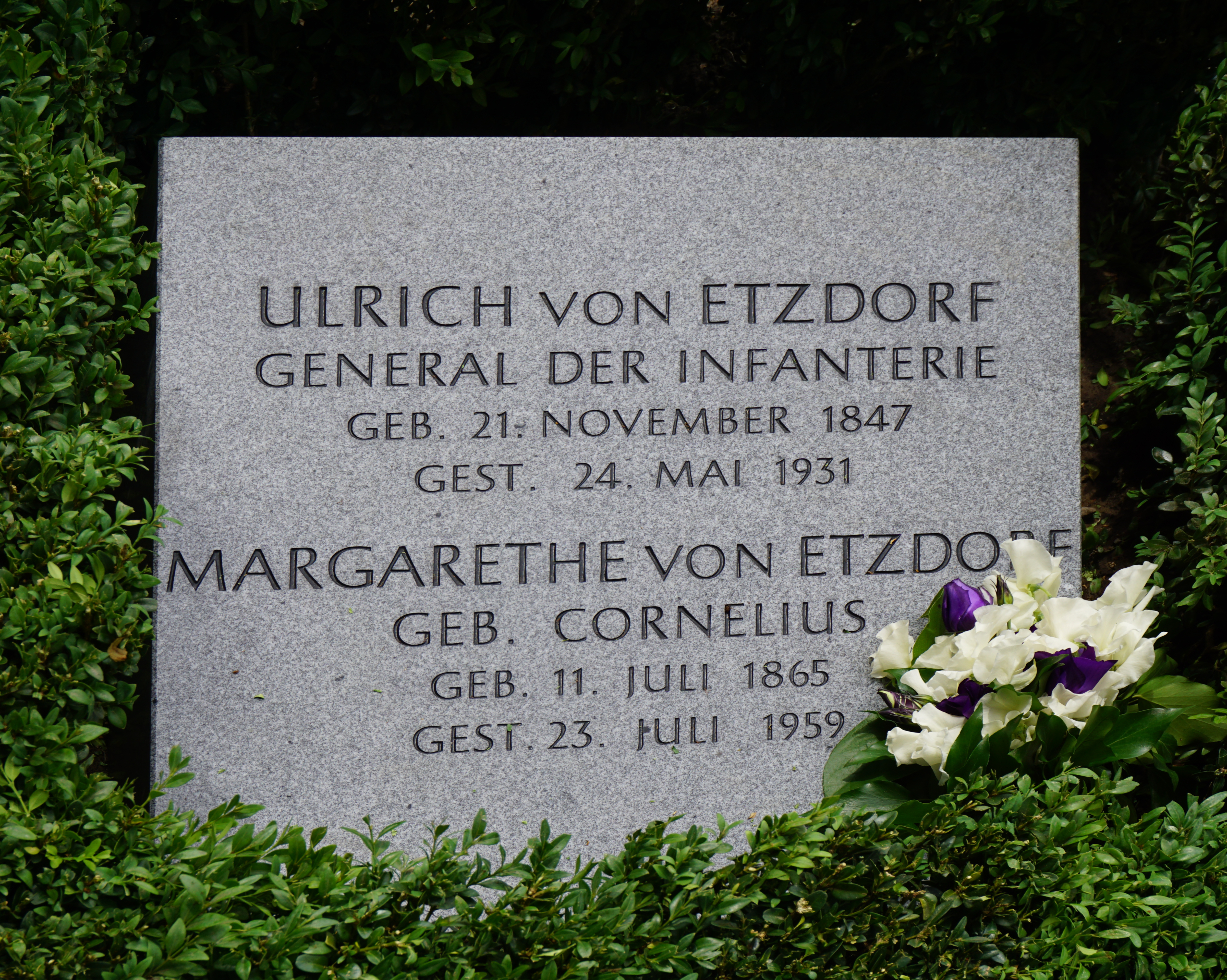
Sein 2015 restituiertes Grab auf dem Berliner Invalidenfriedhof

Ulrich Reinhold Etzdorf, ab 1910 von Etzdorf, (auch: Etzdorff) (* 21. November 1847 in Neumark, Kreis Querfurt; † 24. Mai 1931 in Berlin-Halensee) war ein preußischer General der Infanterie.

## Karriere
Ulrich von Etzdorf diente im Garde-Pionier-Bataillon der Preußischen Armee und war fast seine ganze Dienstzeit über Mitglied der technischen Truppe. 1910 wurde er in den erblichen preußischen Adelsstand erhoben. Während des Ersten Weltkriegs war er ab August 1915 Gouverneur von Warschau.

## Etzdorf als Bauherr
Etzdorf lebte in Berlin-Wilmersdorf in der Nestorstraße 16. Er besaß seit 1898 ein Landgut in Gehren im Kreis Luckau, das 1902 im Burgenstil umgebaut wurde. Dieser Bau, die Jakobsmühle, hatte schon im 15. Jahrhundert bestanden. Das Mühlrad wurde auch beim Umbau erhalten und diente vor dem Anschluss an die öffentliche Stromversorgung zur Stromerzeugung für das Anwesen. Zum Haus Gehren gehörte ein kleines Gut in Größe von 76 ha, Hauptwohnsitz blieb aber Halensee bei Berlin.  Nach Etzdorfs Tod blieb die Mühle zunächst noch im Besitz seiner Witwe. 1933 wurde sie an den Gau Kurmark der NSDAP verpachtet und zur Dietrich-Eckhart-Schule für Amtsverwalter umgewandelt. Zu DDR-Zeiten wurde Etzdorfs ehemaliges Schloss als Schulungs- und Erholungszentrum der Handwerkskammer genutzt; nach der Wende verfiel das Bauwerk, bis es von einem Künstler umgestaltet wurde. Das einst von Etzdorf gestaltete Anwesen steht unter Denkmalschutz.

## Familie und Tod
Ulrich von Etzdorf war der Bruder von Rüdiger von Etzdorf und der Onkel von Hasso von Etzdorf. Er war mit Margarethe, geborene Cornelius verheiratet. Das Ehepaar adoptierte 1911 seine beiden Enkelinnen Marga und Ursula, nachdem seine Tochter Margarethe und deren Mann Fritz Wolff bei einem Badeunfall in Ragusa ums Leben gekommen waren. 1930 ermöglichten die Großeltern Marga den Ankauf ihres Flugzeugs.
Ulrich von Etzdorf starb am 24. Mai 1931 im Alter von 83 Jahren. Er wurde auf dem Invalidenfriedhof in Berlin beigesetzt. Das zu Mauerzeiten verwüstete Grab wurde 2015 restituiert.